# Кукушкин скат
Кукушкин скат, или скат-кукушка (лат. Leucoraja naevus) — вид хрящевых рыб семейства ромбовых скатов отряда скатообразных. Обитают в субтропических водах северо-восточной Атлантики, включая Средиземное море, между 60° с. ш. и 15° с. ш. и между 18° з. д. и 36° в. д. Встречаются на глубине до 500 м. Их крупные, уплощённые грудные плавники образуют диск в виде ромба с заострённым рылом. Максимальная зарегистрированная длина 71 см. Откладывают яйца. Не являются объектом целевого промысла.

## Таксономия
Впервые вид был научно описан в 1841 году как Raja naevus. Видовой эпитет происходит от слова лат. naevus — «родимое пятно». Этих скатов часто путают с круглыми скатами. Синтип представляет собой взрослого самца длиной 60,8 см, пойманного у побережья Франции (50°10′ с. ш. 1°37′ в. д.).

## Ареал
Эти донные скаты обитают у в водах северо-восточной и центрально-восточной Атлантики, на севере их ареал доходит до Шетландских островов и севера Норвегии, а на юге до Марокко. Распространены в Северном море. Попадаются в Кельтском море, Бристольском и Бискайском заливах и в северной части Средиземного моря. Встречаются на континентальном шельфе и в верхней части материкового склона на глубине 20—500 м, в Средиземном море на глубине около 200 м. Держатся вдали от берега по сравнению с Raja montagui и Raja clavata. Предпочитают гравелистое дно.

## Описание
Широкие и плоские грудные плавники этих скатов образуют ромбический диск с треугольным рылом и закруглёнными краями. На вентральной стороне диска расположены 5 жаберных щелей, ноздри и рот. На тонком хвосте имеются латеральные складки. У этих скатов 2 редуцированных спинных плавника и редуцированный хвостовой плавник. Рыло короткое, кончик слегка выдаётся. Дорсальная поверхность диска покрыта шипами за исключением центральной части грудных плавников у взрослых скатов. Перед глазами 9—13 шипов образуют ряд, а в области плеч формируют треугольник. На вентральной поверхности колючки покрывают только передние края. Вдоль срединной линии хвоста тянутся два параллельных ряда крепких шипов. Окраска от красновато-коричневого до светлого серо-коричневого цвета, на каждом «крыле» имеется по крупному «глазку». Вентральная поверхность белая.
Максимальная зарегистрированная длина 71 см, средняя длина около 40 см.

## Биология
Эти скаты откладывают яйца, заключённые в жёсткую роговую капсулу с выступами на концах. Длина капсулы 5,0—7,0 а ширина 3,1—3,9 см. Самки откладывают ежегодно 70—150 яиц. Молодые скаты имеют тенденцию следовать за крупными объектами, напоминающими их мать. Рацион состоит из донных беспозвоночных. Становятся половозрелыми при длине около 55 см. Продолжительность жизни оценивается в 12 лет, а поколения в 8 лет.

## Взаимодействие с человеком
Эти скаты не являются объектом целевого промысла. Попадаются в качестве прилова. Мясо употребляют в пищу. С 1999 года ЕС ввел в Норвежском и Северном морях квотирование на добычу скатов, а с 2006 году временный запрет на использование жаберных сетей глубже 600 м. Хотя в европейских водах с 2008 года глубоководный промысел сокращается, численность популяции скатов снижается. Вид включён в Красный список Гринпис.Международный союз охраны природы присвоил виду охранный статус «Вызывающий наименьшие опасения».